# たつの市議会
たつの市議会（たつのしぎかい）は、兵庫県たつの市に設置されている地方議会である。

## 概要
- 定数：20人
- 任期：4年
- 議長：楠明廣（無会派）
- 副議長：木南裕樹（志政会）

## 運営

### 会期
たつの市議会の定例会は、毎年3月、6月、9月及び12月に召集され、その他にも必要に応じて臨時会が開催される。

## 会派
| 会派名     | 議席数 | 代表者   | 女性議員数 | 女性議員の比率(%) |
| ---------- | ------ | -------- | ---------- | ----------------- |
| 志政会     | 4      | 木南裕樹 | 1          | 25                |
| 清風クラブ | 4      | 野本利明 | 0          | 0                 |
| 新生クラブ | 4      | 角田勝   | 1          | 25                |
| 創政会     | 3      | 赤木和雄 | 0          | 0                 |
| たつの公明 | 2      | 名村嘉洋 | 0          | 0                 |
| 無会派     | 3      | 船引宗俊 | 0          | 0                 |
| 計         | 20     |          | 2          | 9.09              |

（2023年5月18日現在）